# Clarias dayi
Clarias dayi är en fiskart som beskrevs av Hora, 1936. Clarias dayi ingår i släktet Clarias och familjen Clariidae. Inga underarter finns listade i Catalogue of Life.